# 国鉄C11形蒸気機関車
国鉄C11形蒸気機関車（こくてつC11がたじょうききかんしゃ）は、日本国有鉄道（国鉄）の前身である鉄道省が1932年（昭和7年）に設計した過熱式のタンク式蒸気機関車（タンク機関車）である。通称はシーのチョンチョンである。

## 概要
老朽化した種々雑多な支線・区間運転用機関車群の代替用として、1930年（昭和5年）に設計されたC10形の改良増備機として設計・製造された軸配置1C2の小型タンク機関車である。

## 開発経緯
1920年代の国鉄では、第一次世界大戦終結後の日本経済の低迷と、特に都市部での並行私鉄線や自動車の台頭などの事情から、旅客・貨物輸送ともに輸送単位の縮小や列車運行回数の高頻度化が求められるようになっていた。
そこでその要請に応えるべく、C51形やC53形といった大型制式蒸気機関車の新製投入で余剰となった、6200形などの鉄道国有化以前に製造された軸配置2Bのテンダー式蒸気機関車（テンダー機関車）を改造した軸配置2B1などのタンク機関車を、支線区運用や都市部の区間運転などに充てることとした。だが、それらの車両は改造の時点で製造から既に20年前後が経過しており、改造後10年を経ずして老朽化のために休車扱いとなる車両が発生するなど、その状態は思わしくなかった。また種車の形式が種々雑多で構造や交換部品の仕様などが完全には統一されておらず、保守作業の規格化という観点からも望ましくなかった。
都市部での旅客列車の高頻度・高速運転については、当時地方私鉄を中心に実用化が進みつつあったガソリンカーなどの内燃機関を動力とする気動車も選択肢の一つであり、1929年（昭和4年）には鉄道省初の制式ガソリン動車であるキハニ5000形が製造されている。だが、これは搭載機関出力の非力さや設計面での未熟などが重なって、これらの老朽タンク機関車による旅客列車を代替するには全く不十分なものであった。
そこで制式テンダー機関車では、当時最も小型であったC50形を基本としつつ、支線区の輸送需要を考慮して一回り小型化し、炭水を無補給で50 kmから60 km程度の距離を走行可能とする石炭庫と水タンクの搭載、それにそれらの重量の変化による動軸重の変化を抑制するために2軸従台車を付加する形で、国鉄としては1917年（大正6年）の4110形最終増備グループ以来13年ぶりとなる、新設計の制式タンク機関車が作られることとなった。
その先駈けとなったのは鉄道省の島秀雄を主務設計者として鉄道省・国内機関車メーカー各社によって共同設計され、1930年（昭和5年）に製造されたC10形である。これは主として都市部に配置された。だが、このC10形は性能面では概ね満足な成績が得られたものの、従台車を2軸台車としたにもかかわらず動軸重が13 tを超過し、軸重制限の厳しい丙線以下の支線区への投入には適さないという問題があった。そこでこの新型タンク機関車の本格量産にあたって、C10形に続き1931年（昭和6年）に設計されたC54形で得られたノウハウを盛り込んで設計をさらに見直し、特に薄鋼板部品の接合に折から実用化が急速に進みつつあった電気溶接を採用するなど、新技術を積極的に導入して軽量化を図ることで、動軸重を13 t以下に抑えることとなった。
この新型機関車はC10形の続番としてC11形という形式が与えられ、C10形に引き続き島秀雄を主務設計者として設計作業が行われた。

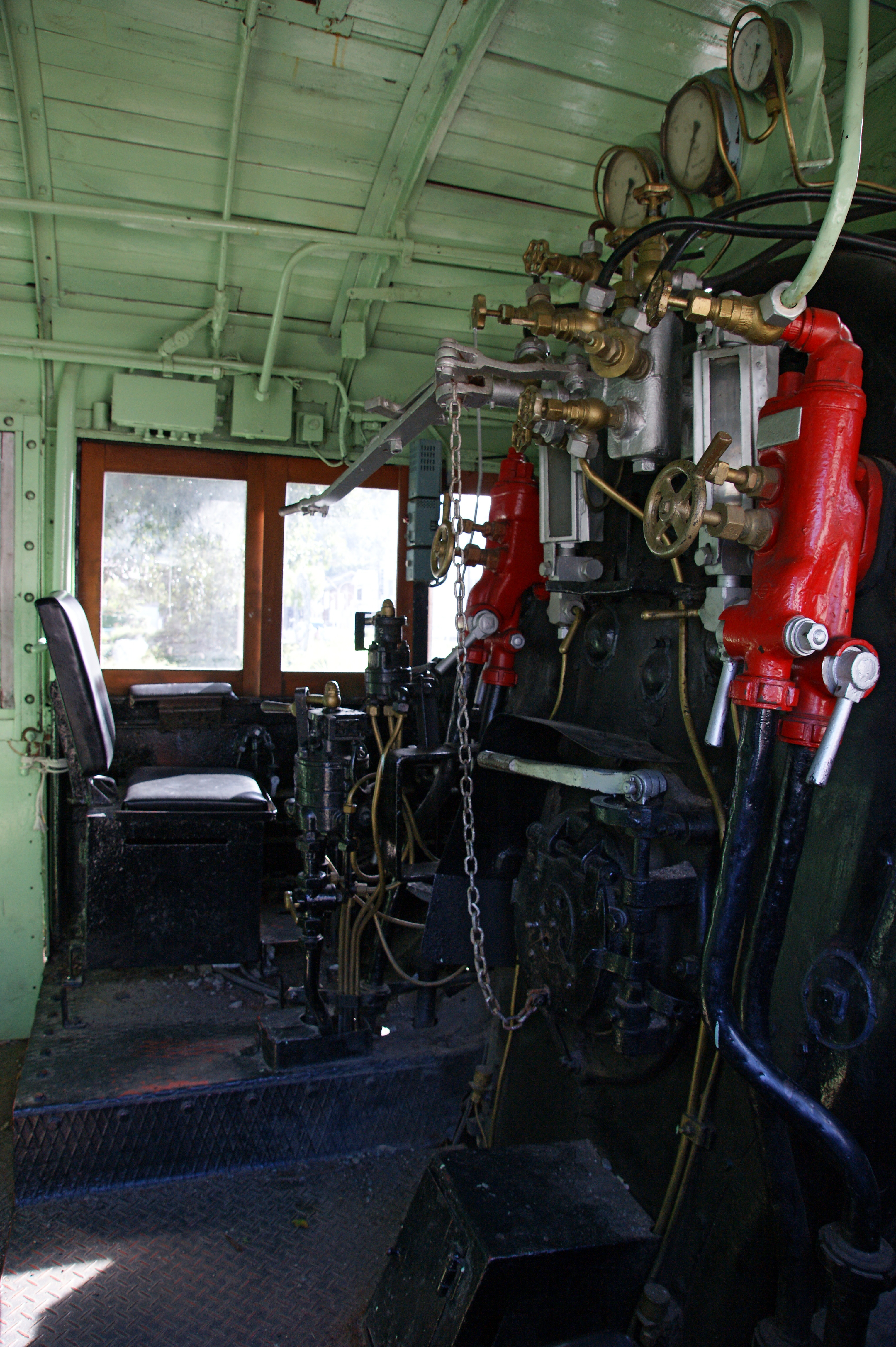
C11 75運転席
倉吉線鉄道記念館

本形式では水タンク・石炭庫・運転室など薄鋼板を使用する部分について構造の見直しと工作法の工夫が行われ、これにより運転整備重量をC10形比で約5パーセントの削減となる66.05 t、動軸重で最大12.5 tの範囲内に収め、C10形と比較して入線可能線区を大幅に拡大することに成功した。
本形式は不況期の輸送需要減少を背景として開発された機種であるがコンパクトで使い勝手がよく、戦時中に貨物輸送能力の増強用として支線区を中心に投入されたこともあり、その総数が381両に達するという、国鉄近代型制式蒸気機関車の中でも有数の成功作となった。また、その設計で得られた知見はC54形の後継機種となるC55形の設計にフィードバックされ、国鉄最後の新設計制式蒸気機関車となったE10形まで引き継がれており、その面でも大きな成功を収めた形式である。

## 構造
C50形のものよりボイラーバレル径をやや太く、そして全長を短く再設計した2缶胴構成の過熱式ボイラーを、肉厚圧延鋼板を切り抜いて加工・組み立てした主台枠に搭載する。
ボイラーの火床面積は1.6平方mで、基本となったC50形のものより若干小さいが、ほぼ同等の面積を確保した。
過熱器はC10形と同じ4段構成であるが、最上段を4列、それ以外を6列としていた同形式とは異なり、4段とも6列構成として性能向上を図った。
シリンダ構成は一般的な単式2気筒、弁装置は鉄道省で標準的に採用されていたワルシャート式で、動輪径は総重量・ボイラー寸法などから8620形やC50形などで採用されていた1,600 mmより5パーセント小さい1,520 mmとされた。
先台車の復元装置はC50形で初採用されたエコノミー式が踏襲され、従台車は外側軸受支持による釣り合い梁式2軸ボギー台車を備える。

## 製造

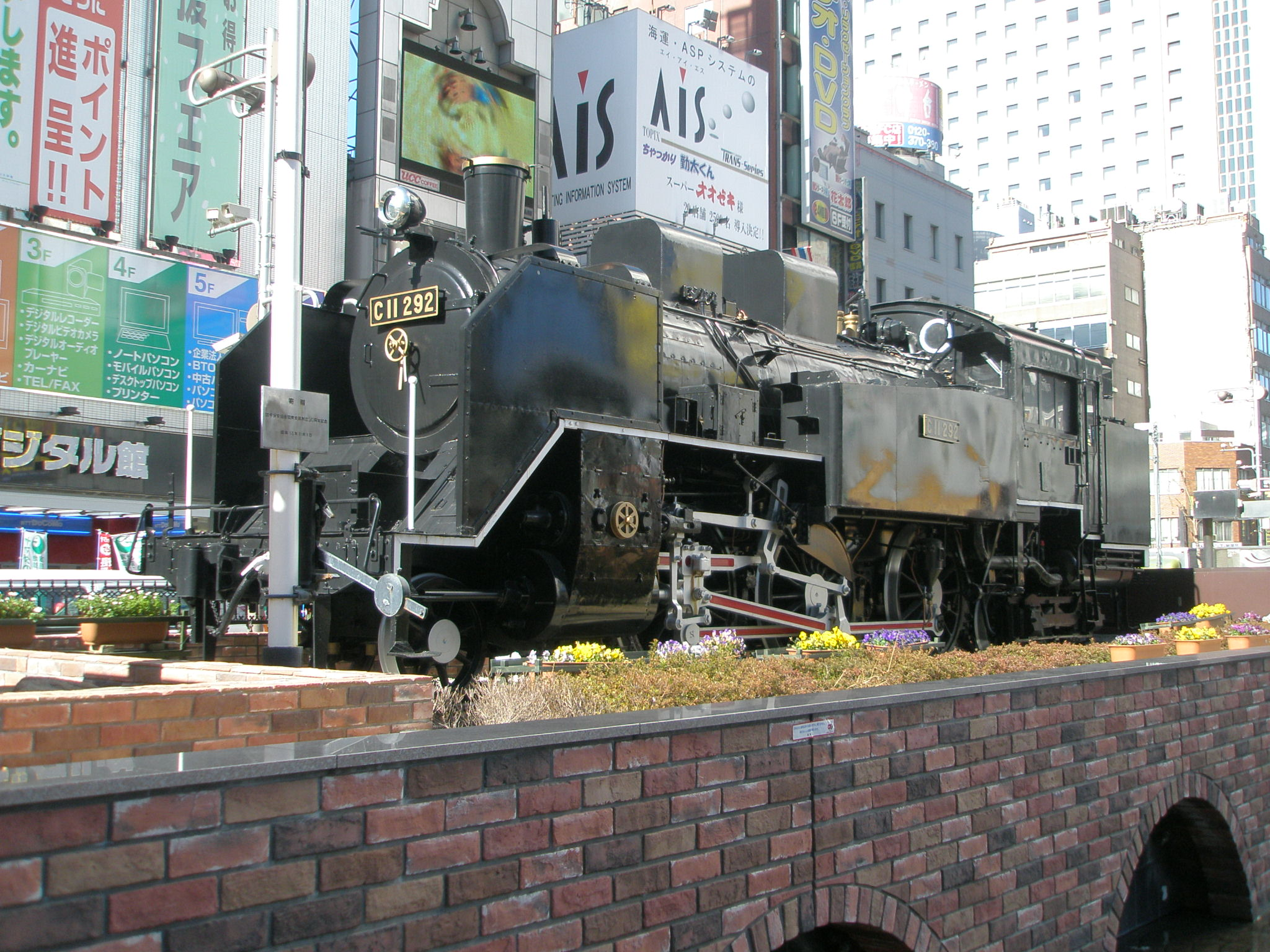
C11 292（4次形）

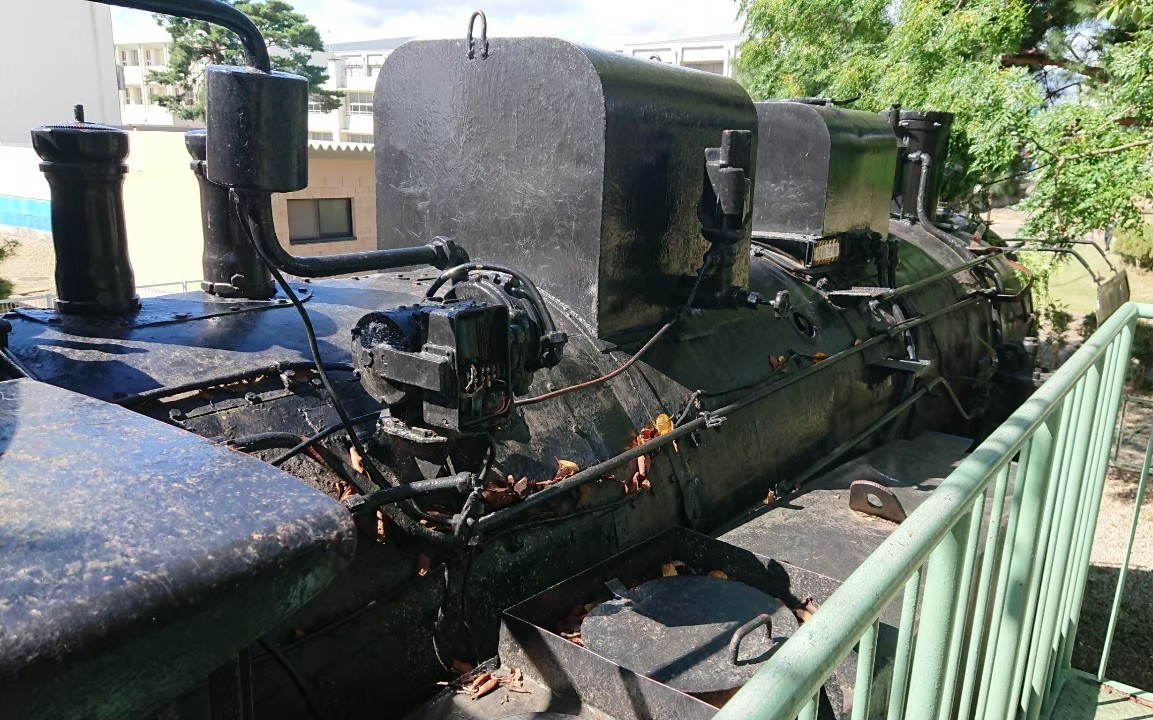
C11 275　戦時形角型ドーム（4次形）

1932年（昭和7年）から1947年（昭和22年）までの16年間に381両が汽車製造会社、川崎車輛、日立製作所、日本車輌製造の各社により生産された。生産時期によって1 - 4次までのバリエーションがある。C10形に比べると溶接部分が多く、ボイラーの過熱器がC10形と比較して2基増強され、除煙板が装備されているなどの特徴がある。
また、民間向けに製造されたものも少なくなく、11社へ計20両が納入されているが、いずれも概ね同時期の国鉄向けに準じた仕様となっている。

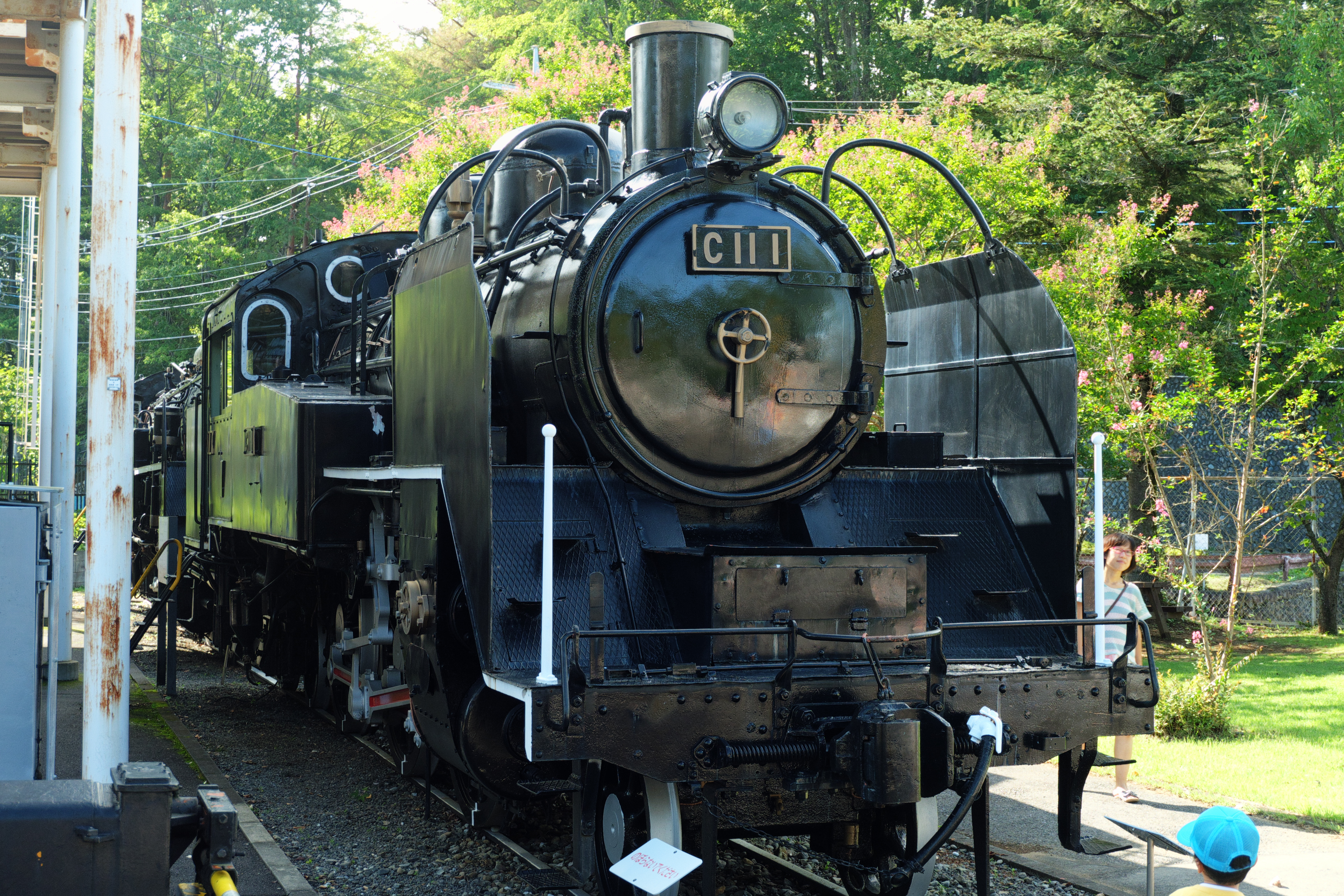
C11 1（1次形）

1次形 (C11 1 - 23)
本形式の基本形で、ボイラー側面の重見式給水加熱装置と、第1缶胴上に設けられた蒸気ドーム、それに惰行時にバイパス路を自動開放してピストンのポンプ作用で加減弁から蒸気が吸い出されるのを防ぐ、自動バイパス弁の搭載が特徴である。2次形の一部まで取り付けられていた重見式給水加熱装置は期待した性能を発揮できなかったため、戦後間もないころまでに撤去され、同じく2次形の途中まで搭載されていた自動バイパス弁も動作が思わしくなかったことから、1940年（昭和15年）ごろまでにすべて撤去された。
| C11 75（2次形） |  | C11 98（2次形）重見式給水加熱装置搭載ねじ式連結器装着1938年3月 紀伊勝浦機関庫    |
| C11 75（2次形） |  | C11 98（2次形） 重見式給水加熱装置搭載 ねじ式連結器装着 1938年3月 紀伊勝浦機関庫 |

2次形 (C11 24 - 140)
アーチ管が取付けられ、1次形では第2缶胴上にあった砂箱と蒸気ドームの位置が互いに入れ替わった。これは、下り勾配で缶水が前方に偏った場合に、蒸気ドーム内に缶水が入る恐れがあったための対策として行われた。
| C11 189（3次形）後部石炭庫に通風口を設置（右）  |  | C11 189（3次形）後部石炭庫に通風口を設置（右） |
| C11 189（3次形） 後部石炭庫に通風口を設置（右） |  |                                                |

3次形 (C11 141 - 246)
貨物列車牽引に対応し、軸重増加を図るべく水槽容量を増大したため側水槽の下端が運転室床面より低くなり、背部炭庫の上辺が水平となった。重見式給水加熱装置は、最初から装着されていない。
4次形 (C11 247 - 381)
資材と工数を節約した戦時設計形で、除煙板は木製となり、砂箱と蒸気ドームキセは工作の容易化のために角形（かまぼこ形）となった。後年の装備改造で3次形までと同様の形態に改められたものが多いが、砂箱と蒸気ドーム被いは原形のまま残ったものがある。
製造年次ごとの番号と両数は次のとおりである。
- 1932年 - C11 1 - 22（22両）
- 1933年 - C11 23 - 43（21両）
- 1934年 - C11 44 - 55・57 - 58（14両）
- 1935年 - C11 56・59 - 84（27両）
- 1936年 - C11 85 - 98（14両）
- 1937年 - C11 99 - 125（27両）
- 1938年 - C11 126 - 140（15両）
- 1940年 - C11 141 - 200・ 215 - 226（72両）
- 1941年 - C11 201 - 208（8両）
- 1942年 - C11 209 - 214・227 - 238（18両）
- 1943年 - C11 239 - 251・267（14両）
- 1944年 - C11 252 - 266・268 - 281（29両）
- 1945年 - C11 282 - 311（30両）
- 1946年 - C11 312 - 370（59両）
- 1947年 - C11 371 - 381（11両）

製造所別の番号（製造番号）と両数は次のとおりである。
- 汽車製造（60両）
  - C11 1 - 8（製造番号 1174 - 1181）
  - C11 30 - 34（製造番号 1206 - 1210）
  - C11 55・56（製造番号 1269・1270）
  - C11 66 - 68（製造番号 1289 - 1291）
  - C11 76 - 78（製造番号 1292 - 1294）
  - C11 84（製造番号 1335）
  - C11 133 - 170（製造番号 1552 - 1559・1906 - 1935）
- 川崎車輛（88両）
  - C11 9 - 16（製造番号 1409 - 1416）
  - C11 24 - 29（製造番号 1447 - 1452）
  - C11 35 - 44（製造番号 1453 - 1462）
  - C11 49 - 54（製造番号 1502 - 1507）
  - C11 59 - 65（製造番号 1527 - 1533）
  - C11 72 - 75（製造番号 1534 - 1537）
  - C11 81 - 83（製造番号 1593 - 1595）
  - C11 93 - 98（製造番号 1672 - 1677）
  - C11 113 - 120（製造番号 1856 - 1859・1865 - 1868）
  - C11 171 - 200（製造番号 2333 - 2343・2353 - 2364・2375 - 2381）
- 日立製作所（53両）
  - C11 17 - 21（製造番号 462 - 466）
  - C11 45 - 48（製造番号 520 - 523）
  - C11 79・80（製造番号 626・627）
  - C11 85 - 92（製造番号 716 - 723）
  - C11 99 - 101（製造番号 810 - 812）
  - C11 105 - 109（製造番号 851 - 855）
  - C11 121 - 125（製造番号 949 - 953）
  - C11 201 - 214（製造番号 1482 - 1491・1496 - 1499）
  - C11 247 - 251（製造番号 1669 - 1673）
  - C11 266（製造番号 1779） - 宇部鉄道へ割り当ての予定だったが、戦時買収により直接鉄道省籍に編入された。
  - C11 267（製造番号 1702） - 樺太庁鉄道へ割り当ての予定だったが、南樺太の内地編入により直接鉄道省籍に編入された。
- 日本車輌製造（180両）
  - C11 22・23 製造番号 268・269）
  - C11 57・58（製造番号 334 - 335）
  - C11 69 - 71（製造番号 336 - 338）
  - C11 102 - 104（製造番号 467 - 469）
  - C11 110 - 112（製造番号 486 - 488）
  - C11 126 - 132（製造番号 561 - 567）
  - C11 215 - 246（製造番号 973 - 984・1108 - 1119・1167 - 1174）
  - C11 252 - 265（製造番号 1221 - 1228・1251 - 1256）
  - C11 268 - 381（製造番号 1343 - 1372・1380 - 1408・1418 - 1472）

### 民間向けの同形機
前述のとおり、内地・外地合わせて11社に20両が納入されている。
- 朝鮮京南鉄道
  - 25 - 1935年・日立製作所（製造番号 624）
  - 26 - 1936年・日立製作所（製造番号 725）
- 日本炭鉱高松鉱業所（以下の2両は、除煙板を装備していなかった）
  - C1101 - 1941年・日立製作所（製造番号 1578。発注者は日産化学）
  - C1102 - 1943年・日立製作所（製造番号 1741。発注者は日本鉱業）
- 松尾鉱業
  - C118 - 1942年・日立製作所（製造番号 1260） → 1952年譲渡・雄別鉄道C118（1970年廃車）
- 樺太人造石油 → 帝国燃料興業内淵鉄道
  - C111 - 1942年・日立製作所（製造番号 1396）ソ連接収後の消息不明
  - C112 - 1944年・日立製作所（製造番号 1783）同上
- 宇部油化工業
  - 101 - 1944年2月・日立製作所（製造番号 1648） → 1947年譲渡・江若鉄道「ひら」 → 1950年改番・C112 → 1953年5月譲渡・三岐鉄道 C111 → 1955年1月譲渡・羽幌炭礦鉄道 C111（1970年12月廃車）
- 内淵人造石油（樺太）
  - 4 - 6 - 1944年・日本車輌製造（製造番号 1257 - 1259）ソ連接収後の消息不明
- 東武鉄道
  - C112 - 1945年・日本車輌製造（製造番号 1290。奥多摩電気鉄道発注。1963年廃車）
- 雄別炭礦尺別専用鉄道 - 砂箱が角形、蒸気ドームが丸形、除煙板も角張った戦時形
  - C1101 - 1944年7月・日本車輌製造（製造番号 1331） → 1944年11月譲渡・三菱鉱業大夕張鉄道（1972年9月30日廃車。長島温泉SLランドに保存後解体）
- 江若鉄道
  - 「ひえい」 - 1947年・日本車輌製造（製造番号 1423） → 1950年改番 C111 → 1957年譲渡・雄別鉄道（埠頭線）C111 → 1970年譲渡・釧路開発埠頭C111 → 個人 → 日本鉄道保存協会 → 2020年改番→東武鉄道C11 123
- 三井鉱山芦別鉱業所専用鉄道 → 三井芦別鉄道
  - C11-1 - 3 - 1947年・日本車輌製造（製造番号 1475 - 1477） → 1950年8月10日移動 (3) 、1953年9月6日移動（1・2）・三井鉱山砂川鉱業所奈井江専用鉄道
- 同和鉱業片上鉄道事業所
  - C11-101 - 1947年5月・日本車輌製造（製造番号 1474）1968年10月29日廃車
  - C11-102・103 - 1949年・川崎車輛（製造番号 3191・3192）1968年4月1日廃車

## 運用

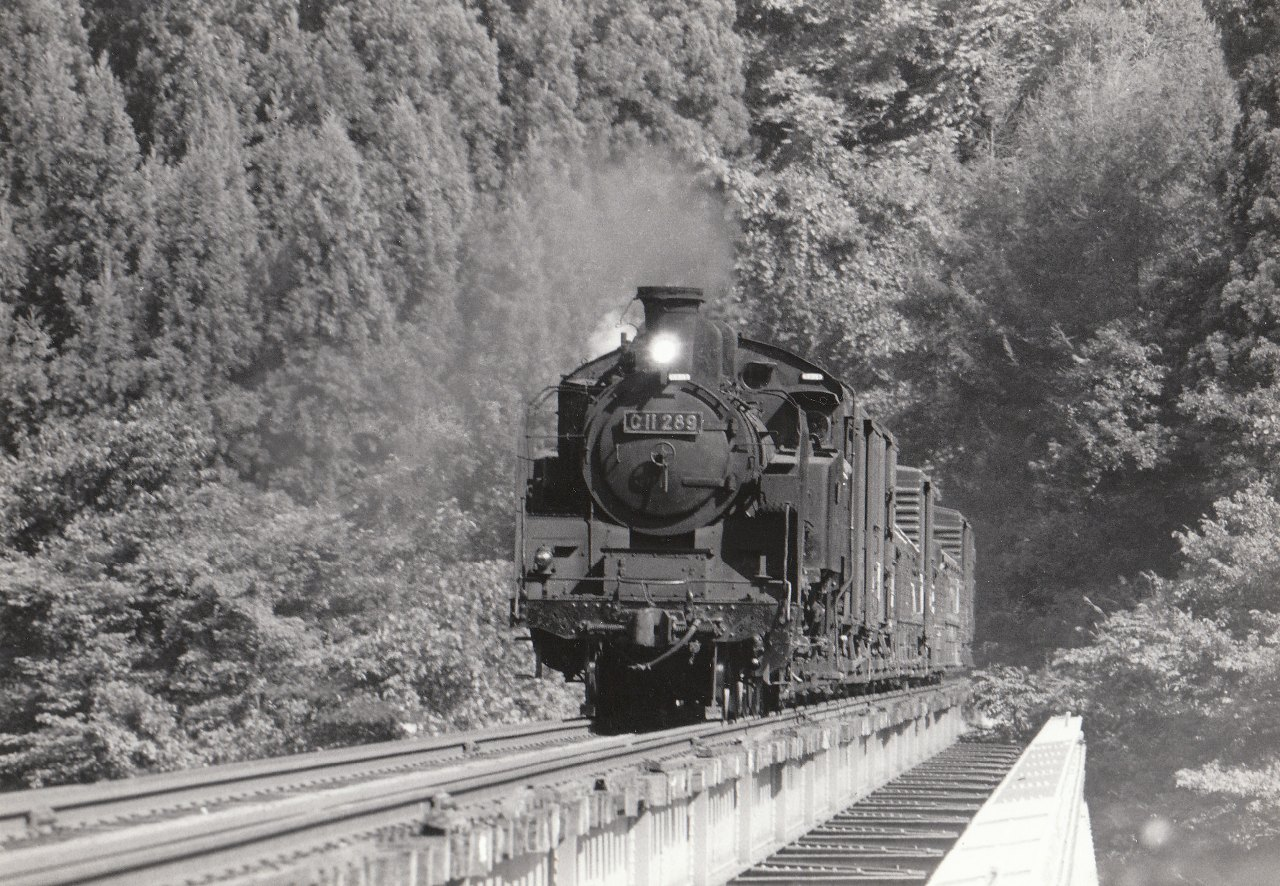
C11 289牽引貨物列車
只見線 会津桧原 - 会津西方間
1973年9月

最初は主に西日本の都市近郊や主要支線で使用された。近畿地方の快速列車を牽引した際には特急と張り合う俊足ぶりを発揮した。やがて活躍の場を広げてほぼ全国各地に配属され、主にローカル線の列車牽引に使用された。気動車が普及するにつれて余剰となり始め、1960年（昭和35年）ごろから少しずつ廃車が出たが、貨物列車用や入換用として蒸気機関車 (SL) の末期まで数多く残った。
本形式による優等列車運用への充当例としては、現役時代も終わりに近づいた1965年（昭和40年）10月から1968年（昭和43年）9月にかけて、肥前山口駅で長崎発着編成と佐世保発着編成を分割併合して運行されていた寝台特急「さくら」（2001・2002レ）の佐世保発着編成のうち、佐世保線早岐 - 佐世保間8.9 kmの牽引に抜擢されたのが最も良く知られている。
これは早岐駅の立地と構内配線の制約から、肥前山口から早岐を経て佐世保に至るルートで直通列車を運転する場合には列車を早岐でスイッチバックさせる必要があったが、早岐以東の本務機であるDD51形を同駅で機回しする所要時間に比して早岐 - 佐世保間の運転所要時間が短く、かといって「さくら」の20系客車は機関車を最後尾とした推進運転に対応していなかったことから、機関車の付け替え時間の節減を図って当時早岐機関区に配置され、佐世保・大村の両線で運用されていた本形式を早岐 - 佐世保間の牽引機に起用したものである。
この「さくら」では1965年（昭和40年）10月から1966年（昭和41年）9月まで、自重軽減のため電動発電機とパンタグラフを撤去したカニ22形を正規電源車とする基本編成が佐世保発着編成に割り当てられていたが、その後はマヤ20形簡易電源車を含む付属編成に割り当て変更となっている。
なお、ヘッドマークは本務機に装着されたままとなっていたため、本形式には基本的にヘッドマークは装着されないことになっていた。しかし実際には、鉄道雑誌の取材などに応じた際に予備のマークを背面に装着したり、機関車を転向して正面向けにして、マークを装着して運転するなどのサービスをすることが時折あった。
1970年（昭和45年）10月14日から1971年（昭和46年）6月25日まで、無火ながらC11 91が「日立ポンパ号」の先頭を飾り、全国各地の駅で展示された。

### 譲渡
動態保存用を除く本形式の払下げは、雄別鉄道への3両とラサ工業宮古工場専用鉄道への1両 (C11 247) 、三井鉱山奈井江専用鉄道への1両 (C11 226) の計5両が存在する。
雄別鉄道へは、C11 65が1961年（昭和36年）、C11 127が1962年（昭和37年）、C11 3が1964年（昭和39年）に国鉄から払下げられ、江若鉄道からのC111、松尾鉱山鉄道からのC118とともに5両体制で1970年（昭和45年）の廃止まで貨物列車の牽引用に使用された。

## 保存機

### 動態保存機
小型で運転線区を選ばず扱いやすいことや、維持費が比較的安く済むことから2022年（令和4年）現在、1両が運用を終了したものの日本の動態保存中の蒸気機関車としては最多の6両が各地で保存運転を行なっている。

#### 国鉄製造機

##### C11 171
1940年（昭和15年）7月19日に川崎車輛兵庫工場で落成した3次形の1両（製造番号 2333）。同年7月28日に稲沢機関区に新製配置された。1941年（昭和16年）10月25日に名古屋機関区に転属してからは、中京圏で使用された。1942年（昭和17年）2月14日に深川機関区、1944年（昭和19年）4月19日に朱鞠内機関区、1949年（昭和24年）3月9日に標茶機関区、1953年（昭和28年）8月15日に木古内機関区、さらに1956年（昭和31年）9月8日に長万部機関区に転属し、廃車になるまで北海道で使用された。そして、1974年（昭和49年）7月16日に釧路機関区に転属し、1975年（昭和50年）4月24日の無煙化まで貨物列車に使用された。同年6月25日付で廃車となり、同8月13日から標茶町の桜町児童公園に静態保存されていた。
しかし、1995年（平成7年）11月3日をもって「C62ニセコ号」の運行を終了したJR北海道からの要請で返還され、1998年（平成10年）11月27日に苗穂工場にて動態復元工事が開始された。1999年（平成11年）4月8日に火入れ式が行われ、同月21日付で車籍復活（復籍）し、翌22日に留萌本線で試運転を開始。同年5月1日に同線深川駅 - 留萌駅（のちに増毛駅）間の「SLすずらん号」（2006年〈平成18年〉9月10日をもって運行終了）で営業運転を開始した。その後は、「SLふらの・びえい号」や「SL冬の湿原号」、「SL函館大沼号」などの道内の蒸気機関車牽引列車（SL列車）に使用されるようになった。
JR北海道の経営難を受けて、2014年（平成26年）度をもって「SL冬の湿原号」以外の運用からは撤退している。またこの関係上、本機は2015年（平成27年）12月26日付でそれまで所属していた旭川運転所から釧路運輸車両所に転属となった。その後、同理由により2021年（令和3年）の検査期限を前に廃車も検討されたが、鉄道旅の魅力づけに不可欠として存続させることとなった。その後、改めて全般検査を施工したものの、本線試運転実施時にシリンダーの不具合が確認され、その原因であるピストン弁の修理の為、2022年（令和4年）の運行は全てディーゼル機関車DE10形牽引による「DL冬の湿原号」としての運行を余儀なくされた。全ての客車のリニューアル工事が完了した翌2023年（令和5年）、再び運用が再開された。
2012年（平成24年）3月12日に、台湾鉄路管理局所属のCK124と姉妹列車となった。

##### C11 190
1940年（昭和15年）9月11日に川崎車輛兵庫工場で落成（製造番号 2361）。C11 171と同じく3次形の1両。同月中に仙台機関区に新製配置された。1941年（昭和16年）3月31日に尻内機関区、1943年（昭和18年）9月に早岐機関区、1949年（昭和24年）3月1日に伊万里機関区、さらに1950年（昭和25年）10月15日に熊本機関区に転属し、九州地方で使用された。本機は同年10月28日に三角線熊本 → 三角間でお召し列車を牽引した経歴がある。1974年（昭和49年）4月25日付で休車、同年6月12日付で廃車となり、1977年（昭和52年）に解体される予定であったが、熊本県八代市在住の個人に買い取られ、1978年（昭和53年）より静態保存されていた。
その人物が復活を夢見て大切に保管していたことが大井川鐵道の関係者の目にとまり、2001年（平成13年）に同鉄道へ譲渡された。なお大井川鐵道に向けては、同年6月19日から24日にかけて輸送された。同8月28日に「C11 190復活プロジェクト」が発足し、約5,000万円の経費を目標に鉄道ファンから募金を集め、翌9月に動態復元工事が開始された。2003年（平成15年）5月9日に塗装が完了し、お召し列車牽引の功績を称えて除煙板に金色の社紋が取り付けられ、車体各所にステンレスによる縁取りがなされたお召し仕様の外装となった。復元にあたり、汽笛を含めていくつかの部品は愛好家らからの寄贈品で賄われた。同年6月3日に火入れ式が行われ、同月23日に本線試運転を開始した。同7月17・18日に募金者対象の試乗会が実施され、翌19日に営業運転を開始した。お召し仕様は、2007年（平成19年）の検査で通常の仕様に一時戻されたが、2011年（平成23年）10月7 - 9日に開催されるSLフェスタ2011および全国SLサミットに合わせて、再びお召し仕様に戻された。同鉄道が年一度に開催される夜行運転「ナイトトレイン」の初充当は2008年（平成20年）で、この際にヘッドライト横にシールドビームによる副灯が追加されている。その後は一時的に取り外されているが、現在副灯が追加されている状態とされている。なお、2009年（平成21年）9月9日に、鉄道部品店ジャパレが主催とする団体列車「銀河超特急999号」の牽引機として充当された当日は、TVアニメ版銀河鉄道999の999号を模した装飾を施して運転されている。
2016年（平成28年）、イカロス出版『蒸気機関車EX』との大井川鐵道SL復活運転40周年記念タイアップ企画として、本機にK-7形の小倉工場式切取り除煙板（門鉄デフ）が期間限定として装着された。2021年（令和3年）12月24日以降は、同年9月28日から運用を離脱しているC11 227の代役を担うため、2代目の「きかんしゃトーマス号」として運用中である。

##### C11 207
1941年（昭和16年）12月26日に日立製作所笠戸工場で落成（製造番号 1488）。上記2両と同じく3次形の1両。なお、本機は北海道内でも濃霧の多い線区で使用されていたため、前照灯を左右除煙板のステー上に各1基ずつ搭載する「カニ目」と呼ばれる非常に独特な外見となっている。
新製配置区は不明だが、1972年（昭和47年）12月8日に長万部機関区に転属するまでは、終戦直後より長らく静内機関区に配置され、日高本線で運用されていた。長万部機関区時代は瀬棚線の貨物列車などに使用されたが、同線の無煙化に伴い、1974年（昭和49年）6月30日に「瀬棚線SLさよなら列車」に使用された。同年10月1日付で廃車となり、同11月19日より静内町（現・新ひだか町）の山手公園に静態保存されていた。
2000年（平成12年）3月3日にJR北海道に返還され、同鉄道の苗穂工場へ搬入された。動態復元工事を受け、同年9月30日付で復籍し、同10月7日より函館本線小樽駅（のちに札幌駅） - ニセコ駅（のちに蘭越駅）間の「SLニセコ号」に使用されるようになった。復活1年目は動輪軸受の異常発熱が頻発して満足に運用できなかったが、翌年は安定稼働するようになった。以後はC11 171の予備機という扱いで「SLニセコ号」のほか、「SL冬の湿原号」、「SL函館大沼号」などにも使用され、時折C11 171との重連運転も実施された。検査期限である2014年（平成26年）秋まで運用されていたが、上記のとおり動輪の調子が依然芳しくなかったことをはじめ、本機に対しての新型ATSの設置が難しいこと、北海道旅客鉄道内での営業不振に伴う財政難や、機関士確保が難航したことなどの影響により、同年11月の団体列車をもって道内での運用を終了した。
その後、本機はJR北海道から東武鉄道が借り受け（資産としては東武博物館が借りている扱いで、車籍はJR北海道に残置され旭川運転所配置となっている）、2017年（平成29年）8月10日より鬼怒川線の下今市駅 - 鬼怒川温泉駅間で「SL大樹」として運行されている。

これに先立ち2016年（平成28年）8月12日付けで苗穂工場にて全般検査（全検）を施工し出場、同月19日に南栗橋車両管区に入場、同年9月12日に火入れ式が行われた。その後、同区内に新設されたSL検修庫で改造工事が実施されているが、主な改造として、以下の点が挙げられる。
- 後部タンクの上部に同鉄道用のL字型無線アンテナを増設
- 東武鉄道専用ATS（東武形ATS）装置の設置については、機関車とは別の車両（車掌車ヨ8000形）のヨ8634とヨ8709に電源装置などの本体装置一式を、同機には運転室内に同ATSの車内警報表示機をそれぞれ搭載しており、さらに後部連結面にYL11-96-2形ジャンパ連結器を増設して、両車に搭載されているATS装置同士を接続させて専用ATSを作動させる方式を採用。このため、同鉄道にて本線走行をする時には、ヨ8000形を後部に連結していなければならない。
- 連結された14系客車のスハフ14形の床下に搭載されているディーゼル発電機からの電力をKE85形ジャンパ連結器によりヨ8000形を介して本機に連結して電力を供給している。これは本機は発電容量を大きくした蒸気タービン発電機をボイラー上部に2基装備しているが、ATSとデジタル無線装置の電力消費があまりにも大きく、ヨ8000形に搭載されているバッテリーでは時折容量が不足するため、バックアップとしての電力である[21]（現在は、タービン発電機の負荷を軽減するために本機の発電機は稼働させず、ヨ8000形および14系客車からの給電によって対応している）。
- 車体の右側側面に強制給油タンクを装備しており、点検ごとに給油が必要な箇所の一部に強制給油タンクからの配管を新たに配置して、常に給油されるシステムとしている。
- 機関車後面にある2灯の後灯は後部にある水タンクの妻面に移設されている。
- スノープラウは搬入時点ではJR北海道仕様だったが、前面側はステップにかからない程度の小さなスノープラウに付け替えている。これは、上記の東武鉄道専用ATS装置を作動させるために必要となるATS車上子を設置しなければならなかったことから、借受である以上JR北海道仕様のスノープラウを改造するのではなく、一度それを取り外して保管し、新たに製作して対応している。なお、以降に導入された他のC11にはスノープラウの取り付けは無く、車上子台座の新設のみに留まっている。
- 運転室側面の区名札入れには下今市機関区を表す「今」を、仕業札入れには東武鉄道の社紋をそれぞれ掲げている。

##### C11 227

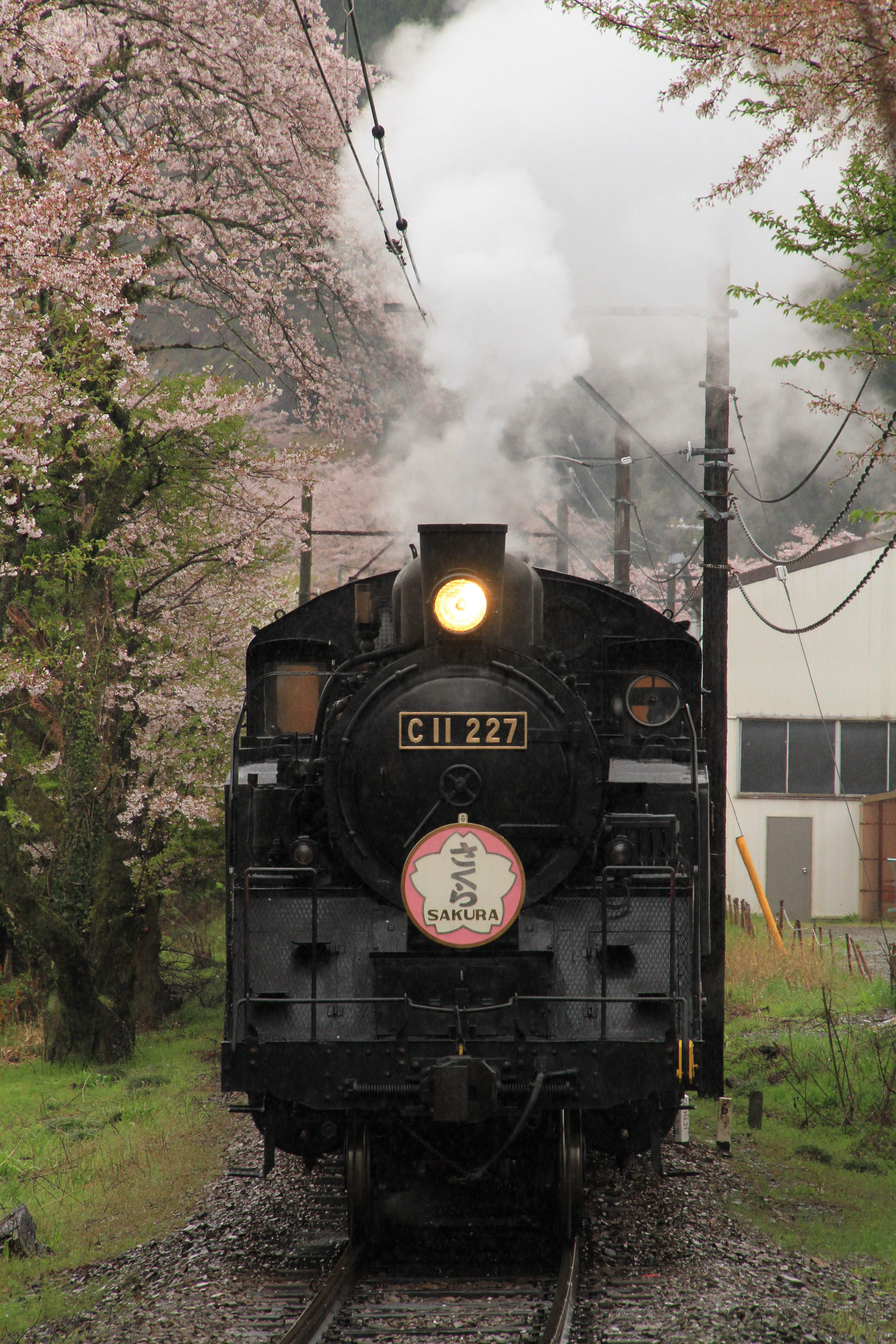
C11 227

1942年（昭和17年）9月9日に日本車輌製造本店工場で落成（製造番号 1108）。
同年10月10日に苗穂機関区（現・苗穂運転所）に新製配置され、札沼線等で運用された。1969年（昭和44年）4月2日に追分機関区苫小牧支区に転属してからは、日高本線で運用された。さらに1974年（昭和49年）3月11日に釧路機関区（現・釧路運輸車両所）に転属してからは、標津線で運用された。1975年（昭和50年）4月24日の同線無煙化により、同年6月25日付で廃車となった。
しかし、1970年（昭和45年）から千頭駅にてSLの動態保存を進めていた大井川鉄道で、観光客や愛好家のために日本で唯一の本線用SLを復活させる計画があった。本機がその担当のSLに選定され、1975年（昭和50年）11月16日から22日にかけて、同社へ輸送された。動態復元工事を受け、1976年（昭和51年）4月19日付で車両設計が認可され、同年5月18日に試運転を開始。同7月9日に「かわね路号」として営業運転を開始した。これは日本における鉄道省→国鉄製造車による初の定期的な営業用動態保存運行を行ったSLであった。
現在、本機はボイラーと汽笛を、同社が2007年（平成19年）9月8日のさよなら運転をもって運用を終了したC11 312のものと交換しており、汽笛の音色は同機のものになっている。
2021年（令和3年）現在、単機での牽引は客車4両まで（以前は5両まで）が可能である。
2021年（令和3年）9月28日からは運用離脱中。

###### 主要諸元
- 全長 - 12.650 m
- 全高 - 3.940 m
- 全幅 - 2.936 m
- 重量 - 65.85 t
- 空重量 - 51.69 t

###### イベント時の改装
SLマン
1998年（平成10年）、1999年（平成11年）の夏休み限定イベントにおいて、塗装や前面が大幅に変更され、『それいけ!アンパンマン』のキャラクター「SLマン」を模した姿に改装された。このときは、車体にアンパンマンの登場キャラクターのフィギュアが装備されており、イベント終了後はフィギュアが新金谷駅のプラザロコに展示保存されている。なお、この改装イベントについては、後述の「SLくん」改装時の車内観光案内にて紹介された。
SLくん
2005年（平成17年）の大井川鐵道創立80周年時に同社職員のアイデアによって生まれ、2012年（平成24年）、2013年（平成25年）の夏休み限定イベントとして、大井川鐵道のマスコットキャラクター「SLくん」を模した姿に改装された。車体全面が明るい青色に塗装され、目玉とリボンはヘッドマーク扱いの脱着可能なタイプとした。
きかんしゃトーマス号
2014年（平成26年）の夏休み限定イベントとして開催。ウィルバート・オードリー原作のイギリスの幼児向けテレビ番組『きかんしゃトーマス』とのタイアップ企画で、日本語吹き替え版の総合制作であるソニー・クリエイティブプロダクツとの全面的なパートナーシップの下、登場キャラクターである「トーマス」を模した姿に改装され、「きかんしゃトーマス号」として同年7月12日より運行された。また、大井川鐵道所有のスハ43系客車7両（スハフ42 184・286・304、オハ47 81・380・398・512）がトーマスの牽引する客車「アニー」と「クララベル」を模したオレンジ色に塗装され、専用客車としてリニューアルされたほか、千頭駅構内に静態保存されている9600形蒸気機関車 (49616) が登場キャラクター「ヒロ」（声 - 玄田哲章）を模した姿に改装され、「きかんしゃトーマス号」とのツーショットが行われた。
2014年（平成26年）度の運行は10月12日の貸切運転で終了。その後、元の姿に戻されて同月19日に運用を再開した。
2015年（平成27年）度は6月7日から10月17日まで運行された。また、登場キャラクター「ジェームス」を模した姿に改装されたC56 44との重連運転およびプッシュプルも行われた。
2016年（平成28年）度から2019年（令和元年）度までのきかんしゃトーマス号の運行記録は以下のとおりである。
2016年（平成28年）度 - 6月11日から10月10日まで。
2017年（平成29年）度 - 6月17日から10月9日まで。
2018年（平成30年）度 - 6月9日から10月14日まで。
2019年（令和元年）度 - 6月22日から12月1日まで。
2020年（令和2年）度は『きかんしゃトーマス』の原作出版75周年を記念し、5月から6月にかけて「緑色のトーマス号」が運行される予定であったが、新型コロナウイルス感染症拡大防止のため、中止となった。
同年度の「きかんしゃトーマス号」については、6月26日から10月19日まで運行された。しかし、令和2年7月豪雨の影響で、7月30日に下泉 - 田野口間の線路敷横の大井川護岸に損傷が発生したことにより、8月7日からは新金谷 - 家山間の運行となった。同日からの上り家山発新金谷行き列車は電気機関車牽引で運行されたが、これは家山駅構内に転車台やデルタ線がないからである。
2021年（令和3年）度は6月12日から10月18日まで運行される予定であったが、9月27日まで運行された。なお、6月12日から28日までは、「みどりのトーマス号」として運行された。このほか、同年12月24日から翌2022年（令和4年）1月10日にかけて冬の特別運行も行われたが、それ以降はC11 190をトーマスに改装して運行している。これは、本機が2022年（令和4年）3月で検査切れとなるからである。

###### ギャラリー

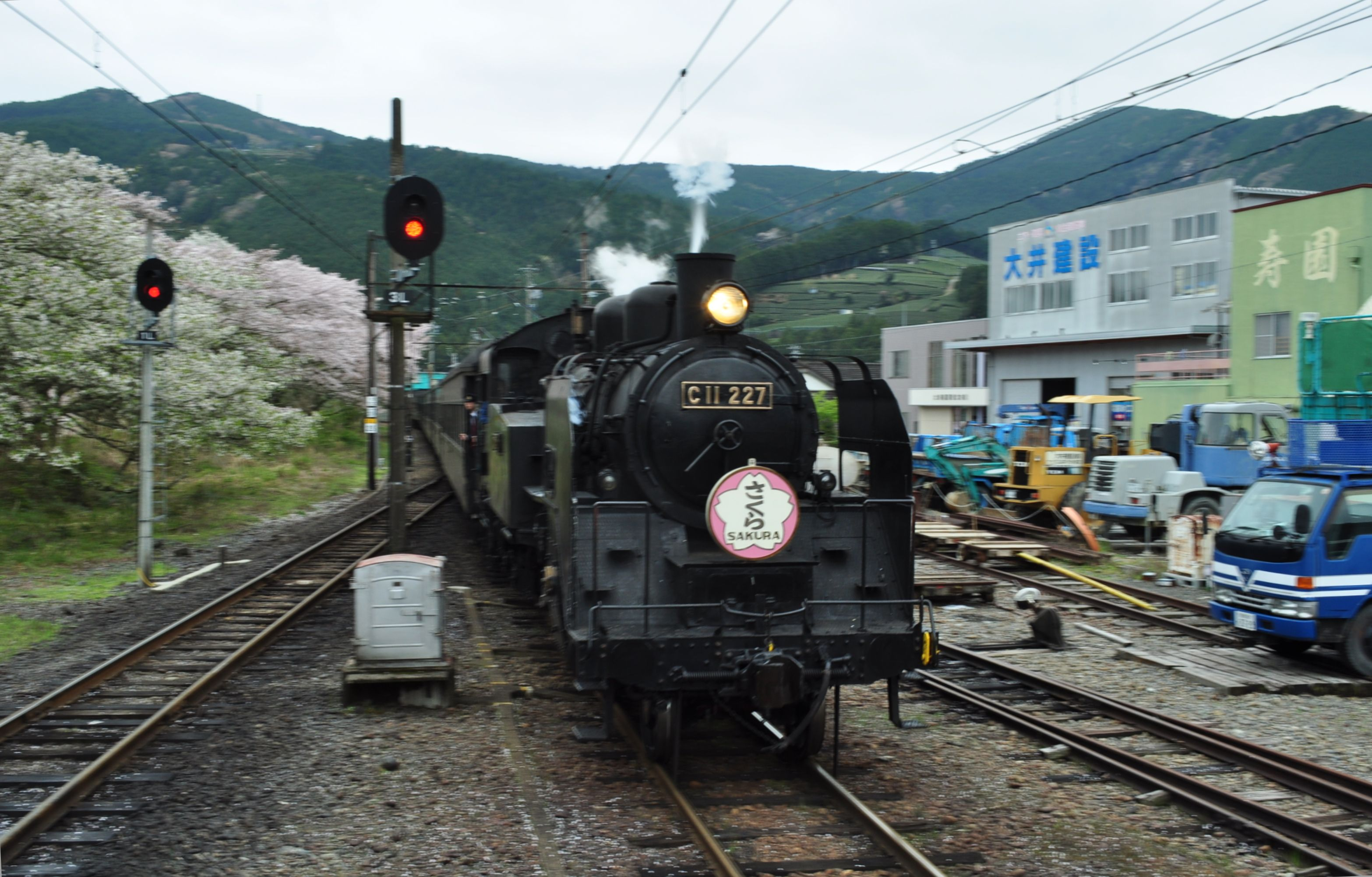
家山駅に入線するC11 227（2015年4月4日撮影）
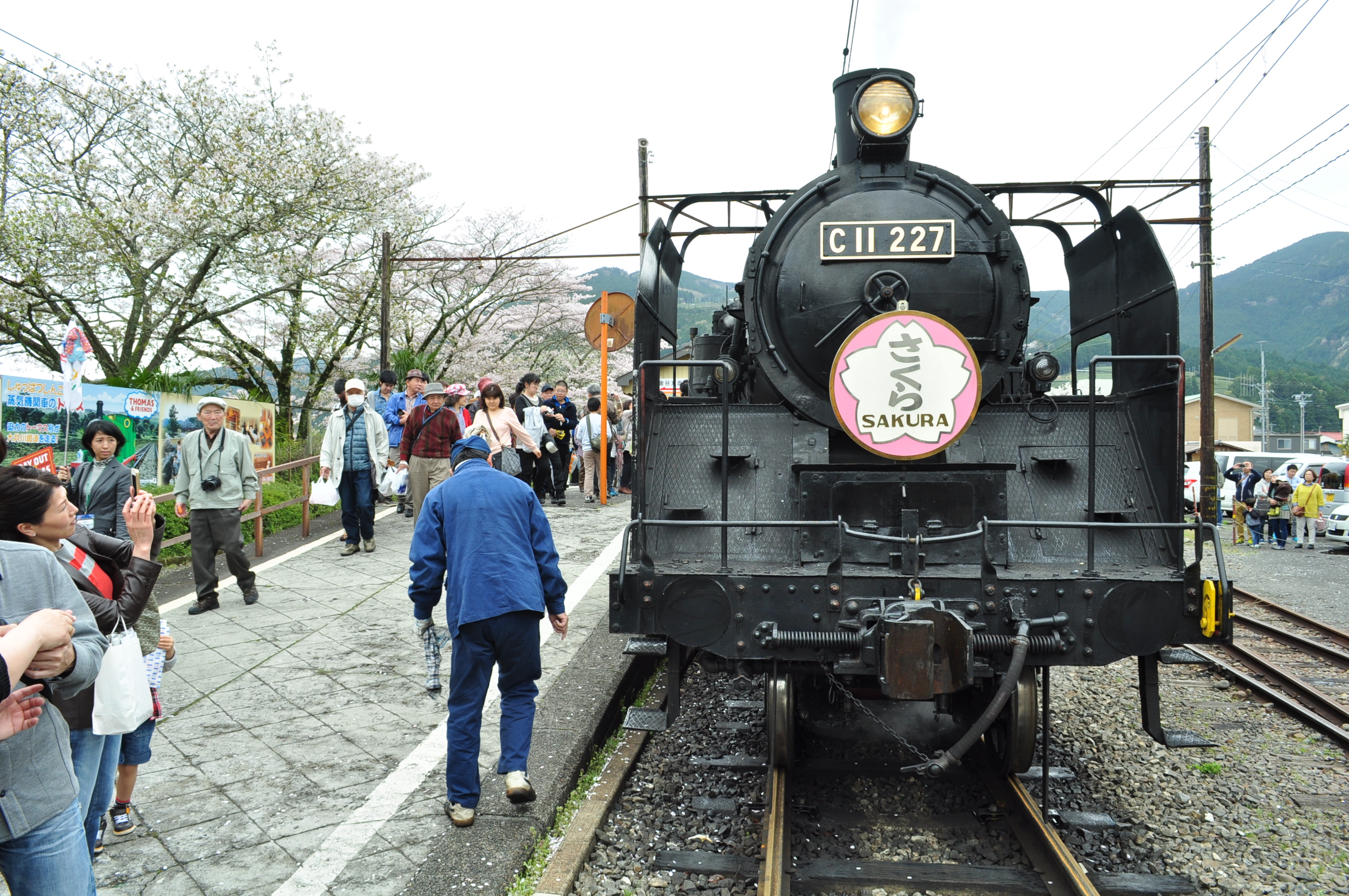
家山駅に入線したC11 227（2015年4月4日撮影）
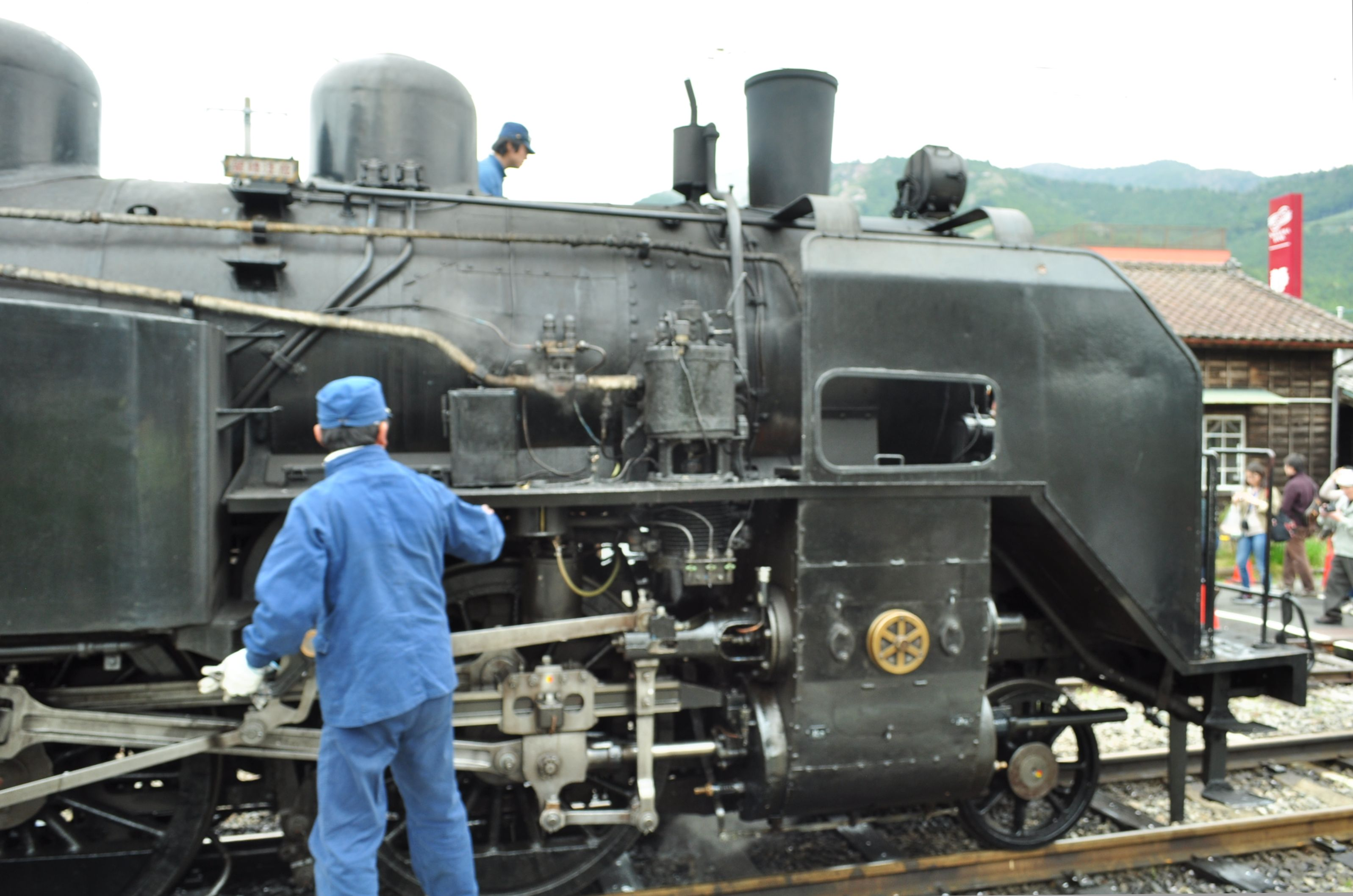
家山駅に入線したC11 227（2015年4月4日撮影）
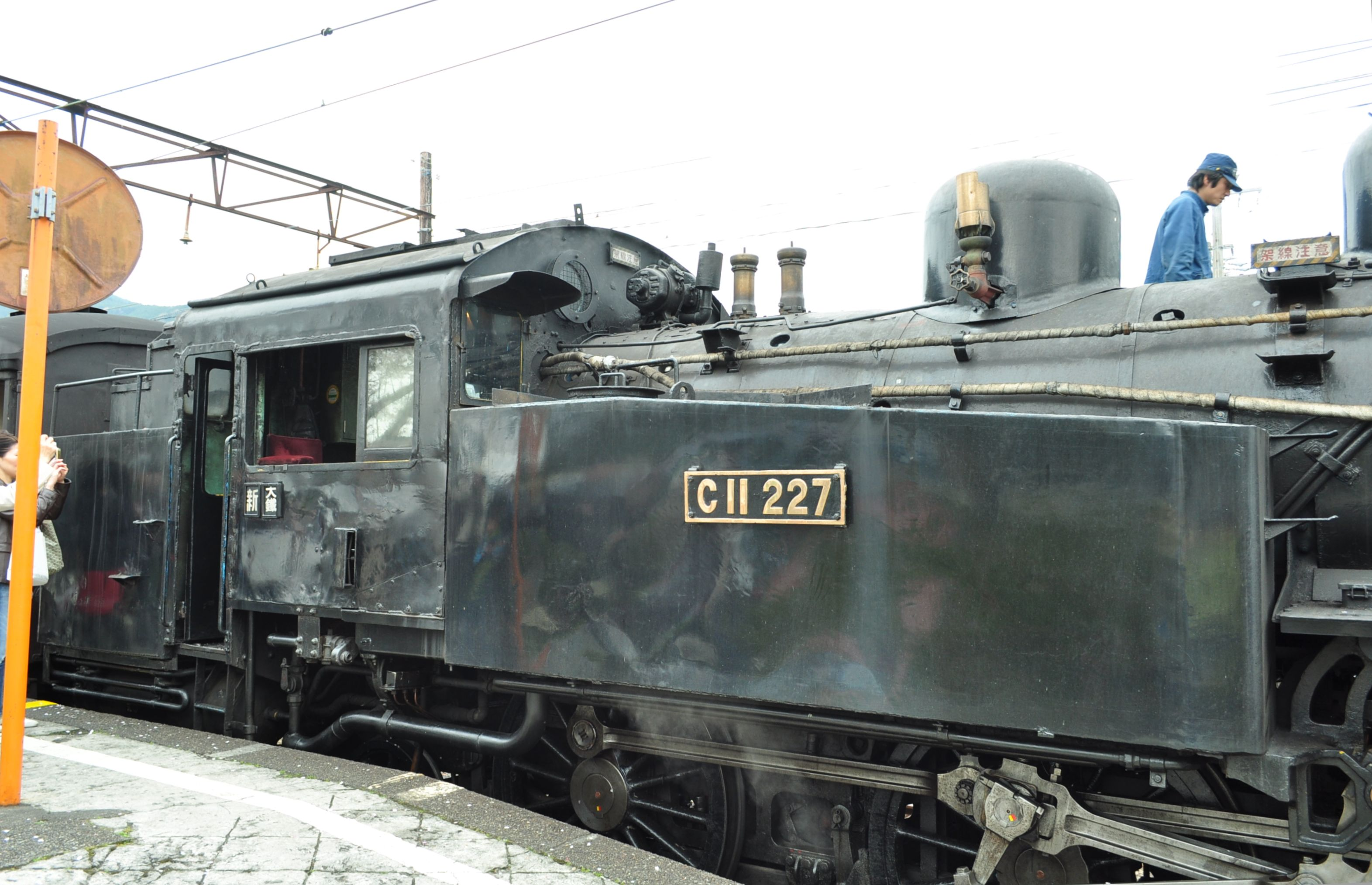
家山駅に入線したC11 227（2015年4月4日撮影）
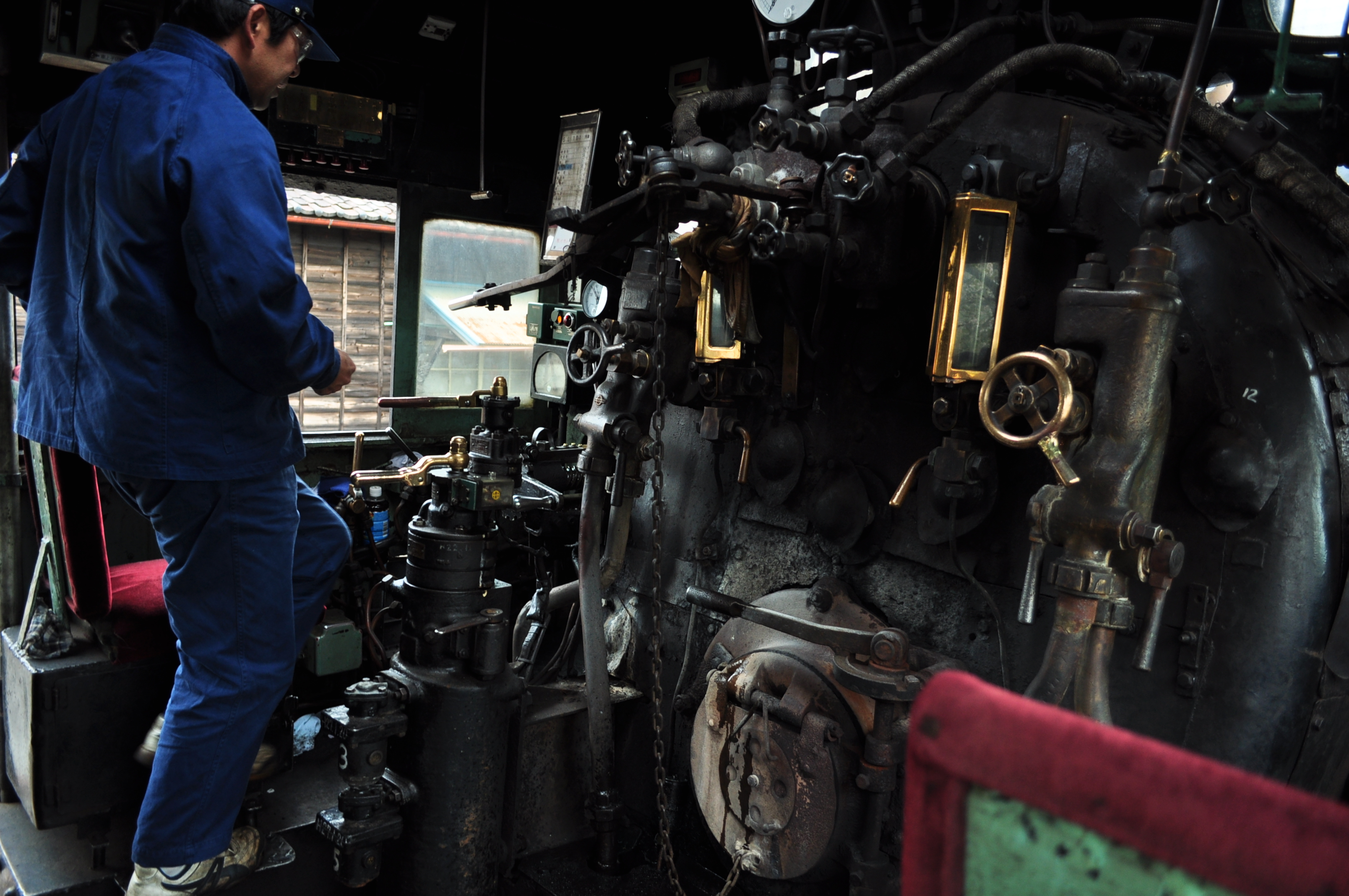
C11 227の運転席（2015年4月4日撮影）
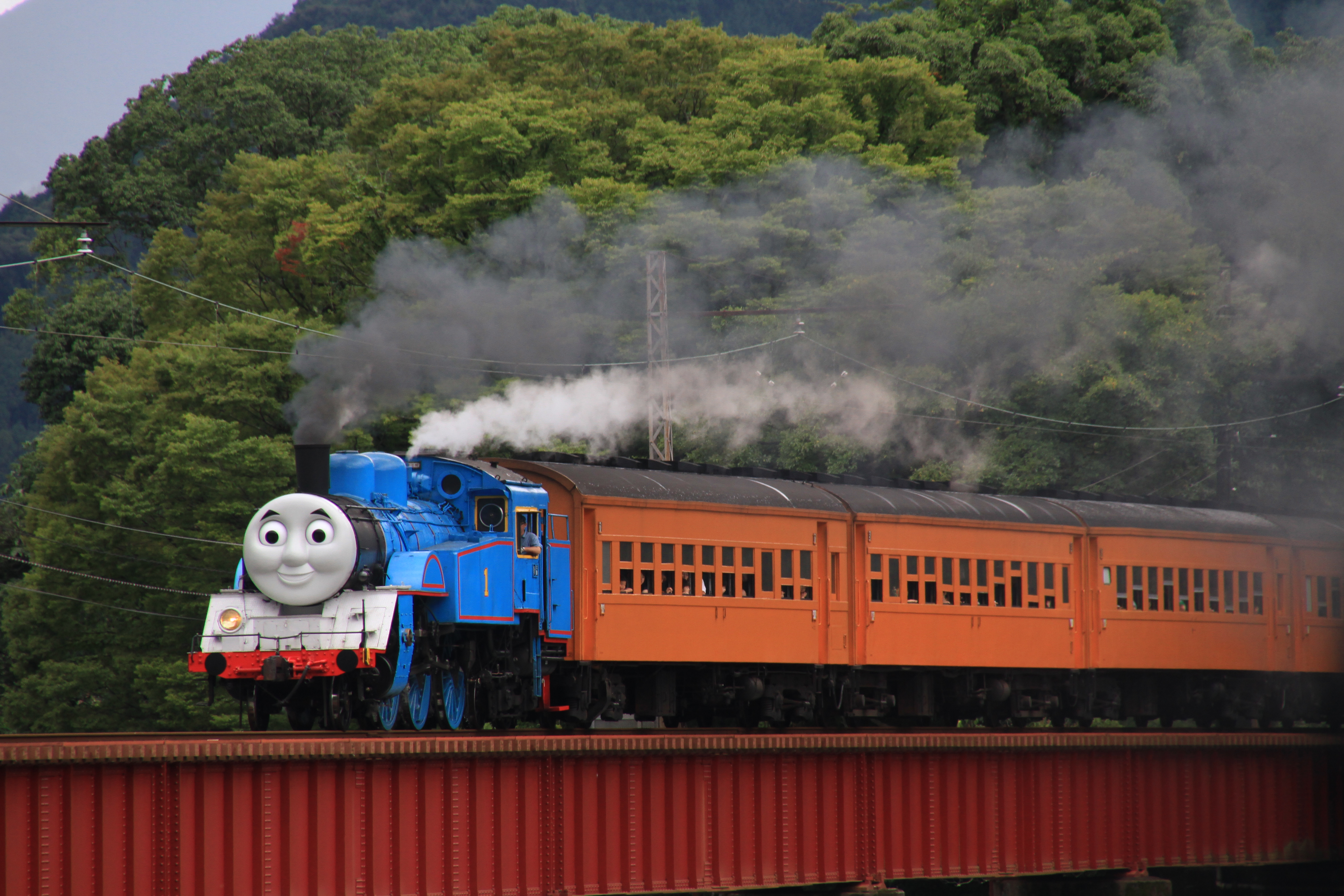
きかんしゃトーマス号

##### C11 325
1946年（昭和21年）3月28日に日本車輌熱田工場で落成（製造番号 1407）。4次形の後期製造グループに含まれ、「戦時設計」「戦時工程」による大幅な簡素化が図られていた。そのため、現役当時は工作の容易化を図った角型の砂箱と蒸気ドーム被いを装着しており、落成後しばらくは除煙板も木製仕様であった。同年4月に茅ヶ崎機関区に新製配置され、相模線や南武線、入換などに用いられた。1967年（昭和42年）3月には米沢機関区に転属し、米坂線や左沢線で使用された。1972年（昭和47年）、左沢線でSLの運用が終了されるにあたり、本機が同年4月23日に「SLさよなら列車」を牽引した。翌5月に休車となり、のちに廃車となった。1973年（昭和48年）に新潟県水原町（現・阿賀野市）水原中学校へ無償譲渡され、静態保存されることとなったため、同年5月15日に新津機関区に転属した。
1996年（平成8年）、C12 66により「SLもおか」を運行していた真岡鐵道が予備機として使用するため、3月27日に水原中学校から同鉄道真岡駅前へ移設された。1997年（平成9年）11月19日にJR東日本大宮工場（現・大宮総合車両センター）へ入場し、翌1998年（平成10年）9月にかけて動態復元工事が行われた。この工事にあたり、1次形にならって、特徴的であった角型ドームを通常の丸型ドームに交換した。同年9月25日付で車籍編入（入籍）し、同10月8日に真岡鐵道へ入線、同月9日に試運転が開始された。この際、C12 66との重連での試運転も幾度か行われた。なお、同14日に本機の所有権が事業母体である真岡市に取得され、真岡鐵道は真岡市より本機を借り受けての運行とされた。翌11月1日、全国の第三セクター鉄道による「ふるさとレールフェスタ」に併せて、C12 66との重連で営業運転を開始した。
その後は真岡鐵道でのC12 66検査時の予備機や重連運転用として使用された。2006年（平成18年）12月8・9日には本機の生誕60年（還暦）を記念してナンバープレートを赤色に塗り替えて運転されている。また、2012年（平成24年）4月14・15日にも、桜の開花に合わせて同じくナンバープレートをピンク色に塗り変えている。
しかし、維持費がかさむ上に利用客が減少しており、沿線地域で構成する「真岡線SL運行協議会」が負担する赤字額が増加しているため、2018年（平成30年）5月に真岡市の市議会にて本機の売却譲渡案が検討され、本機を売却することが同年8月末に決定した。これに伴い売却準備のため所有権を芳賀地区広域行政事務組合に移譲し、2019年（平成31年）3月25日に入札が行われ、東武鉄道が約1億2,000万円で応札した。本機は同年12月1日のラストランをもって真岡鐵道での運用を終了し、同9日に大宮総合車両センターに回送された。この間に東武鉄道との譲渡および賃借契約の締結を2020年（令和2年）3月に完了させ、同年7月30日付で譲渡された。翌31日未明に大宮総合車両センターから南栗橋車両管区へ甲種輸送され、同日付で車籍も一旦抹消された。同車両管区にて改造が行われ、2020年（令和2年）12月2日に火入れ式が行われた。同年12月22日から24日に本線試運転が行われ、同月26日付で入籍、同日に営業運転が開始された。

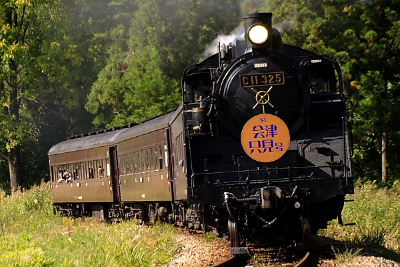
「SL会津只見号」での運用

また本機は復元時に、所有者である真岡市と復元および検査の委託担当となるJR東日本との賃借契約を結んでおり、2001年（平成13年）から東武鉄道への再譲渡までの間、「SL会津只見号」などでJR東日本管内での出張運転も行われていた。

#### 民営鉄道製造機

##### C11 123

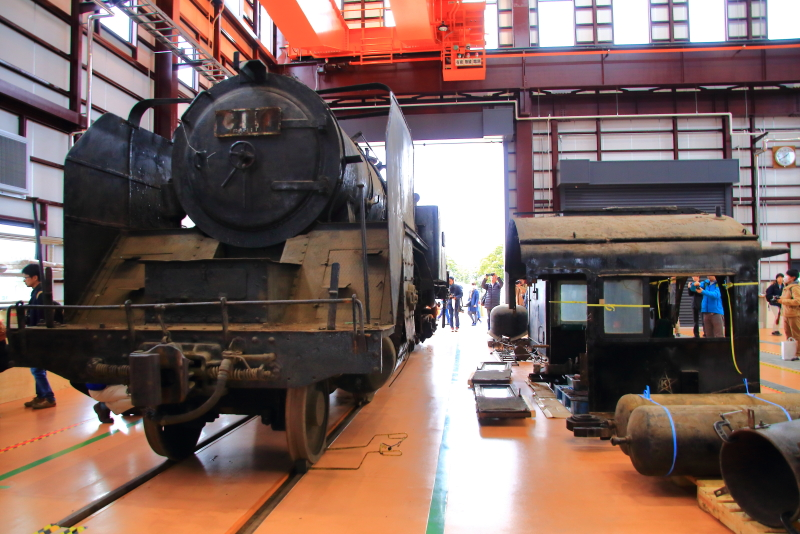
南栗橋車両管区にて整備中のC11 123（この時点ではC111）

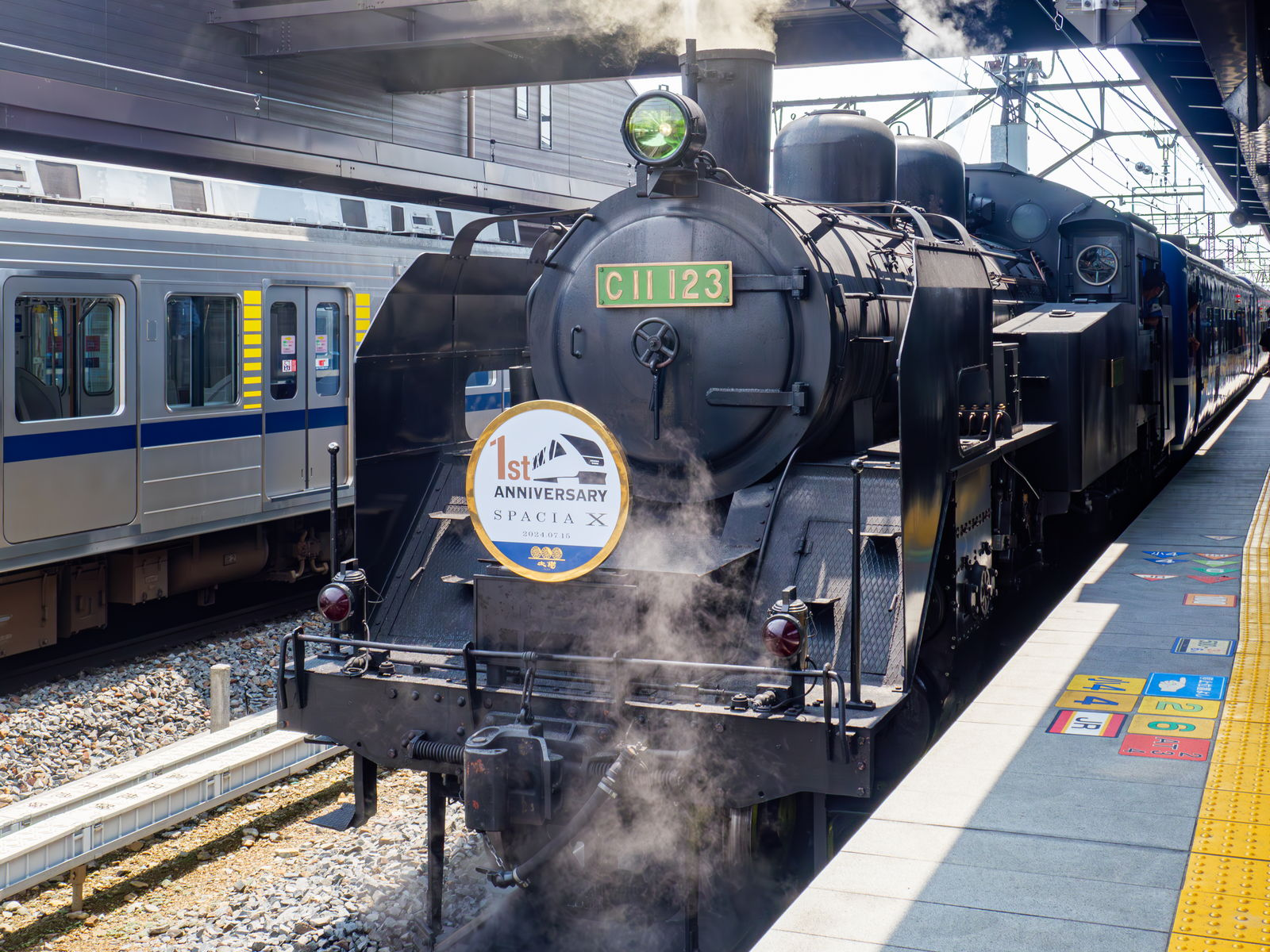
SL大樹で運用されるC11 123
（2024年7月13日 下今市駅）

本形式の動態保存としては初の、国鉄以外が発注者である車両である。改番が行われており、国鉄が製造した同機番車両とは異なる。
1947年（昭和22年）に江若鉄道の発注により日本車輌製造で落成。同鉄道では旅客列車を牽引していたが、1957年（昭和32年）に雄別炭礦鉄道に譲渡されてからは貨物列車を牽引するようになった、1970年（昭和45年）には釧路開発埠頭に再譲渡され、1975年（昭和50年）に廃車となり、北海道江別市の個人によって静態保存されていた。
2018年（平成30年）に東武鉄道に譲渡され、同年11月8日から14日（13日深夜）にかけて同鉄道に輸送された。2019年（平成31年）1月に動態復元工事が開始され、当初は2020年（令和2年）冬に復元される予定であったが、修繕箇所が想定よりも多く、また新型コロナウイルス感染症の影響もあったことから、復元目処が2021年（令和3年）冬に延期された。
元の車両番号（車号）はC111であったが、東武鉄道が創立123周年を迎えることや、3両目のSLであることからC11 123に改番されることとなった。
2021年（令和3年）12月24日に火入れ式が行われ、2022年（令和4年）7月18日に営業運転を開始すると発表。予告通り同日より「SL大樹」で運用開始、車籍登録がされている。
復元後の外観は搬入前のイメージを踏襲しているが、除煙板にバイパス弁点検窓を追加したり、電力負荷軽減化策として前照灯が白色LEDに置き換えられたりと、各部で新製や変更が行われている。なお、搭載されている保安装置は東武鉄道専用ATS装置のみであり、同装置使用線区以外は運行ができない。

### 過去の動態保存機

#### C11 312
大井川鐵道で動態保存されていた。
1946年（昭和21年）1月10日に日本車輌製造本店で落成した4次形の1両（製造番号 1394）であり、「戦時設計」仕様機として登場（仕様は上記のC11 325と同様）。同年3月17日に仙台機関区に新製配置され、戦時設計仕様からの改良工事を終えたのち、1956年（昭和31年）9月2日に会津若松機関区に転属してからは、只見線、会津線、日中線の旅客・貨物列車を牽引していた。1974年（昭和49年）11月10日の日中線無煙化により、1975年（昭和50年）1月24日付で廃車となった。
その後、国鉄が資産の民間譲渡を開始し、本機の個人への払い下げを天王寺管理局を通じて行った。同年中に会津若松機関区から多気駅へ回送されたのち、三重県松阪市のドライブインあら竹に搬入され、同12月より同所で静態保存されていた。しかし、伊勢自動車道勢和多気インターチェンジの建設に伴い、同所が移転することとなったため、C11形の増備を検討していた大井川鉄道へ1987年（昭和62年）10月に譲渡された。1988年（昭和63年）3月18日にドライブインあら竹から搬出され、翌19日に同鉄道へ搬入された。
4か月間の動態復元工事を受け、同年7月20日に新金谷駅 - 家山駅間で単機試運転を行い、同月23日に本機とC11 227の重連で営業運転を開始した。ドライブインあら竹での保存状態は比較的良好ではあったが、台枠関係の老朽化が激しく、動輪の軸焼けを起こすことが多かったため、2007年（平成19年）9月8日のさよなら運転をもって運用を終了した。
翌9日に運用を離脱してからは静態保存される予定であったが、部品取り機となった。2008年（平成20年）の夏にボイラーをC11 227に移設するなど多くの部品が外された状態で、新金谷駅構外側線に
留置されていた。しかし、2020年（令和2年）を目処に新東名高速道路の島田金谷インターチェンジ付近に新設される交流拠点「KADODE OOIGAWA」の「SL広場」での静態保存が決定し、2019年（令和元年）10月ごろから復元工事が行われた。同月13日に「KADODE OOIGAWA」建設予定地へ搬入され、同年11月12日の開業と同時に公開された。

### 静態保存機
国鉄を代表するSLの一つである本形式は廃車後、全国各地で静態保存された。
| 画像 | 番号                     | 所在地                                                                  | 備考 |
| ---- | ------------------------ | ----------------------------------------------------------------------- | --- |
|      | C11 65 （国鉄→雄別鉄道） | 北海道釧路市阿寒町上阿寒34 阿寒炭鉱と鉄道館「雄鶴」                     | ヨ8057と連結されている。2021年（令和3年）現在、運転席に立ち入ることが可能である。 |
|      | C11 224                  | 北海道標津郡標津町北1条西2丁目 根室標津駅跡転車台上                     | |
|      | C11 209                  | 北海道標津郡中標津町丸山2丁目15番地 中標津町郷土館                      | |
|      | C11 133                  | 北海道苫小牧市旭町3丁目1-12 苫小牧市科学センター                        | |
|      | C11 167                  | 青森県青森市合浦2丁目86外 合浦公園                                      | |
|      | C11 210                  | 青森県上北郡野辺地町字寺ノ沢56 愛宕公園                                 | |
|      | C11 351                  | 宮城県宮城郡利府町利府新谷地脇93 新幹線総合車両センター ※解体済み       | 島野仙台市長（当時）の鉄道公園構想に基づき、廃車後の1972年（昭和47年）9月より、仙台市ガス局本庁舎裏の同局旧・原町工場の引込線跡で保存されていた。1994年（平成6年）11月に移転し、2019年（令和元年）12月に同施設内の保存車両ともども解体された。 |
|      | C11 367                  | 宮城県遠田郡美里町字桜木町164番地 素山球場                              | 1946年（昭和21年）12月21日に日本車輌製造本店で落成した4次形の1両（製造番号 1458）。C11 368・372とともに小牛田機関区に配属。石巻線を中心に活躍。平坦ながら距離のある路線での運用や、長編成の貨物列車の牽引もあったため、後部炭庫は限界まで増設。掻き寄せ作業に便利なように梯子が2つある。 晩年、前照灯はシールドビームのLP405を装備のはずだが、なぜか標準のLP42を付けている（後部灯も同じ）。 |
|      | C11 372                  | 秋田県北秋田市花園町17番地 米代児童公園                                 | |
|      | C11 63                   | 福島県喜多方市字諏訪183 日中線記念緑道公園                              | |
|      | C11 244                  | 福島県河沼郡柳津町大字柳津字下大平 会津柳津駅前                         | |
|      | C11 254                  | 福島県南会津郡南会津町 会津田島駅前                                     | 廃車直前に会津若松機関区に転属するまで長い間九州で使用されていたため、門鉄式除煙板や石炭庫の通風口といった九州地区のC11形の特徴を有する。 |
|      | C11 275                  | 栃木県大田原市美原1丁目 交通公園                                        | 戦時型でシールドビーム、角型ドームが特長。茅ヶ崎機関区や浜川崎機関区、小牛田機関区に配置されていた。 |
|      | C11 304                  | 埼玉県蕨市南町2丁目3-1 大荒田交通公園                                   | 1945年（昭和20年）5月10日に日本車輌製造本店で落成した4次形の1両（製造番号 1386）。 戦時形であり、デフレクター、油ポンプ、木製デッキ板、煙突、ドーム、 手摺りを簡略構造に変更、雨樋を省略。相模線でC11 325とともに運用された。短期間だが、大宮工場や大井工場で入換動車として運用されたこともある。1970年（昭和45年）廃車。 |
|      | C11 322                  | 埼玉県鴻巣市中央28 せせらぎ公園                                         | 1946年（昭和21年）3月12日に日本車輌製造本店で落成した4次形の1両（製造番号 1404）。高崎第二渋川支区に配置後。浜川崎機関区や横浜機関区、五日市機関区に転属。最後は大宮工場の入換機関車としてC12 29・85とともに運用された。1969年（昭和44年）6月に廃車。 戦後形特有の角形ドームや大宮工場専用機関車固有の鐘が特徴的である。 |
|      | C11 292                  | 東京都港区新橋2丁目 新橋駅日比谷口SL広場                                | 鉄道100周年記念事業として新橋駅前に保存された。1945年（昭和20年）2月11日に日本車輌製造本店で落成した4次形の1両（製造番号 1367）。姫路機関区に配置。1972年（昭和47年）8月に運用離脱し、同月9日に品川機関区へ移動。同年9月16日付で廃車。その後は静態保存されているため、東京都内で運用されたことはない。戦時形の特徴である角型の蒸気ドーム・砂箱がそのまま保たれている。テレビの報道番組において新橋駅SL広場でのインタビューシーンに映り込むことも多いほか、フジテレビで放送されていたバラエティ番組『はねるのトびら』のゲームコーナー「短縮鉄道の夜」において、そのコーナーの出演メンバーが乗り込んで銀河へ向かう列車の設定で登場した。 |
|      | C11 368                  | 東京都中野区中野2丁目9-7 もみじ山文化センター 西館                      | 1946年（昭和21年）12月26日に日本車輌製造本店で落成した4次形の1両（製造番号 1459）。廃車まで小牛田機関区に配置。石巻線を中心に運用された。 |
|      | C11 1                    | 東京都青梅市勝沼2丁目155番地 青梅鉄道公園                               | 青梅鉄道公園開園時から保存されているC11形トップナンバー機。現役時は福知山機関区で使用されていた。除煙板上部のステーが円弧状に湾曲している。 |
|      | C11 245                  | 神奈川県藤沢市鵠沼6丁目12-1 鵠沼運動公園 （八部球場三塁側）             | |
|      | C11 46                   | 新潟県魚沼市井口新田字上ノ原 上ノ原児童公園                             | |
|      | C11 217                  | 富山県高岡市古城1-8 高岡古城公園                                        | 1941年製造。長さ12.65メートル、幅2.93メートル、高さ3.9メートル、重量52.2トン、最高時速85キロ。1968年8月から1969年9月まで富山第1機関区高岡支局に所属して城端線と氷見線で運用された。車両は国鉄から高岡市に無償貸与され、1969年11月から高岡古城公園で展示が開始された。2021年4月に大井川鉄道から調査の打診があり、同鉄道へ移設されることになり、2023年7月から9月にかけて移設作業が行われ。予告通り同9月に移動し、東海汽缶の金谷工場に入場した。部品取り用とも報じられているが、動態復元するか部品取り用とするかは検討中で移送完了後に判断される。 |
|      | C11 155                  | 岐阜県大垣市室本町5-51 スイトピアセンター こどもサイエンスプラザ        | |
|      | C11 312                  | 静岡県島田市竹下62番地 KADODE OOIGAWA                                   | 旧動態保存機（上記参照） |
|      | C11 296                  | 愛知県西尾市東幡豆町南越田3番地 愛知こどもの国                          | |
|      | C11 265                  | 愛知県半田市御幸町110-4 半田市鉄道資料館                                | 武豊線でのSLさよなら運転に使用された。戦時形で砂箱のみ角型のままとなっている。C11 227の排煙装置の一部である吐出筒口が老朽化したことから、1999年に同機のものと交換された。 |
|      | C11 40                   | 京都府福知山市駅南町3丁目1 福知山駅南口公園                             | かつては篠山市内で保存されていたが、2007年（平成19年）に現在地に移設された。現役時代は福知山機関区に所属しており、青梅鉄道公園に保存されているC11 1と同様、除煙板上部のステーが円弧状に湾曲している。 |
|      | C11 64                   | 京都府京都市下京区観喜寺町 京都鉄道博物館                               | 1935年（昭和10年）3月17日に川崎車輛で落成した2次形の1両（製造番号 1532）。同年3月28日に奈良機関庫に新製配置され、1938年（昭和13年）10月28日に湊町駐泊所に転属した。1939年（昭和14年）2月25日に深川機関区滝川支区に転属してからは、道内各地を転々と移動したが、1944年（昭和19年）10月17日に宮古機関区に転属してからは東北地方で運用された。1972年（昭和47年）の梅小路蒸気機関車館（京都鉄道博物館の前身）開館に伴い保存された。梅小路蒸気機関車館開館当初は動態保存とされ、1976年（昭和51年）3月16日に山陰本線京都 - 二条間高架化記念列車の牽引に使用されたが、その後は営業運転に就くことはなく、1986年（昭和61年）に車籍を抹消され静態保存機となっている。2006年（平成18年）に「梅小路の蒸気機関車群と関連施設」として、準鉄道記念物に指定された。2021年（令和3年）9月にきかんしゃトーマスを模した外装に改造され、期間限定で展示された（イベント終了後、原形に再復元）。 |
|      | C11 180                  | 京都府宇治市広野町八軒屋谷1 京都府立山城総合運動公園                    | |
|      | C11 324                  | 京都府京田辺市 京田辺駅前 ※一部解体・部分保存に移行                     | 1997年（平成9年）5月に一部を除いて解体。動輪とナンバープレートが現地で保存され、運転室・石炭庫部分は京都鉄道博物館旧二条駅舎内で保存されている。 |
|      | C11 218                  | 大阪府堺市堺区向陵西町4丁目3-3 はや総本店                               | 店舗改装工事に伴い、2021年（令和3年）5月に大阪府道2号線沿いへ移設。 |
|      | C11 311                  | 兵庫県西宮市甲子園町21-12 月見里公園                                    | |
|      | C11 331                  | 兵庫県加古川市加古川町424 鶴林寺公園                                    | |
|      | C11 200                  | 兵庫県たつの市龍野町富永 中川原公園                                     | |
|      | C11 240                  | 兵庫県赤穂市 赤穂城南緑地 ※解体済み                                     | 1999年（平成11年）10月解体。 |
|      | C11 96                   | 和歌山県新宮市熊野地1丁目 あけぼの団地児童公園                          | |
|      | C11 75                   | 鳥取県倉吉市明治町 倉吉線鉄道記念館交番前                               | |
|      | C11 80                   | 岡山県津山市大谷178 津山駅北口広場                                      | |
|      | C11 189                  | 広島県安芸郡府中町大須2丁目1-1 イオンモール広島府中                     | かつては可部線三段峡駅前に保存されていたが、同線可部 - 三段峡間廃止に伴い現在地に移設された。 |
|      | C11 66                   | 徳島県鳴門市撫養町斎田大堤14番地 撫養第3公園                            | |
|      | C11 195                  | 香川県東かがわ市与田山 旧東かがわ市立福栄小学校跡                       | |
|      | C11 117                  | 高知県中村市（現・四万十市）駅前町 土佐くろしお鉄道中村駅構内 ※解体済み | 1974年（昭和49年）に日本最初のSLホテル「中村駅SLホテル」として開業した。客車2両と連結しホテルとして営業していたが、1980年（昭和55年）に廃業。その後しばらくの間、機関車のみ残されていたが、1989年（平成元年）8月に解体された。 |
|      | C11 131                  | 福岡県直方市大字直方692-4 直方市石炭記念館                              | セム1形石炭車と連結した状態で保存されている。 |
|      | C11 260                  | 福岡県中間市大字垣生字八ツ廣428番地 垣生公園                            | 門鉄式除煙板を装備する。戦時形であり戦後に蒸気ドームは標準形に変更されたが砂箱は角形のままである。 |
|      | C11 257                  | 福岡県糟屋郡須恵町大字上須恵 皿山公園                                   | 門鉄式除煙板を装備 |
|      | C11 61                   | 福岡県八女市黒木町今2318-11 八女市黒木体育センター                      | 保存場所は旧黒木駅跡地にあたり、駅名板やプラットホームを再現して保存されている。 |
|      | C11 259                  | 佐賀県武雄市武雄町24-12 東児童遊園地                                    | |
|      | C11 284                  | 熊本県熊本市 蓮政寺公園 ※解体済み                                       | 1990年代に解体。2004年（平成16年）に行橋駅の高架化工事が完成した際に同駅東口前に本機の動輪が設置された。 |
|      | C11 270                  | 大分県玖珠郡玖珠町大字森 三島公園                                       | |
|      | C11 191                  | 宮崎県宮崎市原町2-22 宮崎県福祉総合センター内交通公園                   | |

## 登場した作品
映画
- 日本一のショック男（東宝、1971年12月31日公開） - 映画のオープニングで国鉄会津若松運転区在籍時のC11 289が登場。

コンピューターゲーム
- SLで行こう（Playstationソフト、1998年12月17日発売） - 大井川鉄道（現・大井川鐵道）のC11 227が登場。

CM
- 黒田食品「十一の奈良漬」 - 関西や広島地区などで放映。C11 261が登場。